# Liste der Baudenkmale in Eime
In der Liste der Baudenkmale in Eime sind alle Baudenkmale der niedersächsischen Gemeinde Eime aufgelistet. Die Quelle der  Baudenkmale ist der Denkmalatlas Niedersachsen. Der Stand der Liste ist der 6. August 2020.

## Allgemein
In den Spalten befinden sich folgende Informationen:
- Lage: die Adresse des Baudenkmales und die geographischen Koordinaten. Kartenansicht, um Koordinaten zu setzen. In der Kartenansicht sind Baudenkmale ohne Koordinaten mit einem roten Marker dargestellt und können in der Karte gesetzt werden. Baudenkmale ohne Bild sind mit einem blauen Marker gekennzeichnet, Baudenkmale mit Bild mit einem grünen Marker.
- Bezeichnung: Bezeichnung des Baudenkmales
- Beschreibung: die Beschreibung des Baudenkmales. Unter § 3 Abs. 2 NDSchG werden Einzeldenkmale und unter § 3 Abs. 3 NDSchG Gruppen baulicher Anlagen und deren Bestandteile ausgewiesen.
- ID: die Objekt-ID des Baudenkmales
- Bild: ein Bild des Baudenkmales, ggf. zusätzlich mit einem Link zu weiteren Fotos des Baudenkmals im Medienarchiv Wikimedia Commons. Wenn man auf das Kamerasymbol klickt, können Fotos zu Baudenkmalen aus dieser Liste hochgeladen werden:

## Eime

### Gruppe: Kirche, Friedhof, Hauptstraße 15
Die Gruppe „Kirche, Friedhof, Hauptstraße 15“ hat die ID 34455996.

| Lage                                      | Bezeichnung | Beschreibung | ID       | Bild |
| ----------------------------------------- | ----------- | --- | -------- | ---- |
| Hauptstraße 15 52° 4′ 37″ N, 9° 43′ 29″ O | Kirche      | Die evangelische Kirche St. Jakobus Eime ist eine im Kern romanische Kirche mit barockem Schiff. 1889 wurde der Turm der Kirche erhöht und erhielt einen Achteckhelm. Im Inneren befindet sich ein um 1515 geschaffener Flügelaltar mit dem Thema der Sieben Schmerzen Mariens. | 34497091 |      |
| Hauptstraße 15 52° 4′ 36″ N, 9° 43′ 30″ O | Friedhof    | | 34497114 |      |

### Gruppe: Hofanlagen, Wassertorstr. 7, 9, 11 …
Die Gruppe „Hofanlagen, Wassertorstr. 7, 9, 11 ...“ hat die ID 34456053.

| Lage                                            | Bezeichnung              | Beschreibung | ID       | Bild |
| ----------------------------------------------- | ------------------------ | ------------ | -------- | ---- |
| Wassertorstraße 7 52° 4′ 41″ N, 9° 43′ 22″ O    | Scheune                  |              | 34498589 | BW   |
| Wassertorstraße 52° 4′ 40″ N, 9° 43′ 22″ O      | Wirtschaftsgebäude       |              | 34498875 | BW   |
| Wassertorstraße 7 52° 4′ 41″ N, 9° 43′ 22″ O    | Wohnhaus                 |              | 34498298 |      |
| Wassertorstraße 9 52° 4′ 41″ N, 9° 43′ 21″ O    | Wohn-/Wirtschaftsgebäude |              | 34497868 |      |
| Wassertorstraße 11 52° 4′ 42″ N, 9° 43′ 20″ O   | Wohnhaus                 |              | 34497890 |      |
| Wassertorstraße 12 52° 4′ 41″ N, 9° 43′ 26″ O   | Scheune                  |              | 34498611 |      |
| Wassertorstraße 12 52° 4′ 42″ N, 9° 43′ 24″ O   | Einfriedung              |              | 34498897 | BW   |
| Wassertorstraße 12 52° 4′ 42″ N, 9° 43′ 25″ O   | Wohnhaus                 |              | 34498320 |      |
| Wassertorstraße 18 A 52° 4′ 42″ N, 9° 43′ 21″ O | Scheune                  |              | 34498655 | BW   |
| Wassertorstraße 18 52° 4′ 42″ N, 9° 43′ 22″ O   | Scheune                  |              | 34499229 | BW   |
| Wassertorstraße 18 52° 4′ 42″ N, 9° 43′ 23″ O   | Wohnhaus                 |              | 34498369 |      |
| Wassertorstraße 16 52° 4′ 43″ N, 9° 43′ 24″ O   | Wohnhaus                 |              | 34498342 |      |
| Wassertorstraße 16 52° 4′ 43″ N, 9° 43′ 22″ O   | Scheune                  |              | 34498633 | BW   |
| Wassertorstraße 16 52° 4′ 44″ N, 9° 43′ 23″ O   | Wirtschaftsgebäude       |              | 34498919 | BW   |

### Gruppe: Verw.-Gebäude, Wassertorstraße 3
Die Gruppe „Verw.-Gebäude, Wassertorstraße 3“ hat die ID 34456039.

| Lage                                         | Bezeichnung        | Beschreibung | ID       | Bild |
| -------------------------------------------- | ------------------ | ------------ | -------- | ---- |
| Wassertorstraße 3 52° 4′ 39″ N, 9° 43′ 25″ O | Rathaus            |              | 34497801 |      |
| Wassertorstraße 3 52° 4′ 40″ N, 9° 43′ 24″ O | Wirtschaftsgebäude |              | 34497824 | BW   |

### Gruppe: Wohnhäuser, Hofanlagen, Hauptstraße
Die Gruppe „Wohnhäuser, Hofanlagen, Hauptstraße“ hat die ID 34455982.

| Lage              | Bezeichnung         | Beschreibung | ID       | Bild |
| ----------------- | ------------------- | ------------ | -------- | ---- |
| Wassertorstraße 1 | Wirtschaftsgebäude  |              | 34497779 |      |
| Hauptstraße 10    | Wohnhaus            |              | 34497025 |      |
| Hauptstraße 12    | Scheune             |              | 34498743 |      |
| Hauptstraße 12    | Wohnhaus            |              | 34498457 |      |
| Hauptstraße 14    | Wohnhaus            |              | 34497069 |      |
| Hauptstraße 16    | Wohnhaus            |              | 34497137 |      |
| Hauptstraße 18    | Wohn-/Geschäftshaus |              | 34497159 |      |
| Hauptstraße 20    | Wohnhaus            |              | 34498479 |      |
| Hauptstraße 20    | Wirtschaftsgebäude  |              | 34498765 |      |
| Hauptstraße 20    | Scheune             |              | 34499053 |      |
| Hauptstraße 22    | Wohnhaus            |              | 34497203 |      |
| Hauptstraße 24    | Wohnhaus            |              | 34497225 |      |
| Hauptstraße 28    | Scheune             |              | 34498113 |      |
| Hauptstraße 28    | Mauer               |              | 34498135 |      |
| Hauptstraße 28    | Wohnhaus            |              | 34497269 |      |
| Hauptstraße 30    | Wohnhaus            |              | 34498501 |      |

### Gruppe: Ehemaliges Kaliwerk, Schachtweg 81
Die Gruppe „Ehemaliges Kaliwerk, Schachtweg 81“ hat die ID 34455982.

| Lage          | Bezeichnung        | Beschreibung | ID       | Bild |
| ------------- | ------------------ | ------------ | -------- | ---- |
| Schachtweg 81 | Verwaltungsgebäude |              | 34497657 |      |
| Schachtweg 81 | Kauengebäude       |              | 34497680 |      |

### Einzeldenkmal
| Lage                                       | Bezeichnung              | Beschreibung                                                                                               | ID       | Bild |
| ------------------------------------------ | ------------------------ | --- | -------- | ---- |
| Hauptstraße 6 52° 4′ 40″ N, 9° 43′ 30″ O   | Turnhalle                | Ziegelmassivbau unter flach geneigtem Satteldach in unterschiedlicher Geschosshöhe.                        | 34497005 | BW   |
| Mühlenstraße 4 52° 4′ 38″ N, 9° 43′ 19″ O  | Wohnhaus                 | Zweigeschossiges, giebelständiges Fachwerkhaus auf teilweise verputztem Bruchsteinsockel unter Satteldach. | 34497355 | BW   |
| Alte Straße 6 52° 4′ 38″ N, 9° 43′ 21″ O   | Wohn-/Wirtschaftsgebäude | Zweigeschossiger Fachwerkbau auf Hausteinsockel unter Satteldach.                                          | 34496963 | BW   |
| Hauptstraße 41 52° 4′ 31″ N, 9° 43′ 21″ O  | Wohn-/Geschäftshaus      | Zweigeschossiger Ziegelmassivbau mit Drempelgeschoss auf erhöhtem Ziegelsockel unter Satteldach.           | 34497335 | BW   |
| L 482, km 5,400 52° 2′ 32″ N, 9° 43′ 13″ O | Grenzstein               | Kreisstraße 409, Kilometer 2,37                                                                            | 31292516 | BW   |

## Dunsen

### Gruppe: Kapelle, Friedhof, Leutenburg
Die Gruppe „Kapelle, Friedhof, Leutenburg“ hat die ID 34456182.

| Lage       | Bezeichnung | Beschreibung      | ID       | Bild |
| ---------- | ----------- | ----------------- | -------- | ---- |
| Leutenburg | Kapelle     | Katharinenkapelle | 34496918 |      |
| Leutenburg | Friedhof    |                   | 34496941 |      |

### Einzeldenkmale
| Lage                          | Bezeichnung              | Beschreibung | ID       | Bild |
| ----------------------------- | ------------------------ | ------------ | -------- | ---- |
| Lehmkamp 3                    | Wohnhaus                 |              | 34496898 |      |
| Lehmkamp 1                    | Wohn-/Wirtschaftsgebäude |              | 34496878 |      |
| Koordinaten fehlen! Hilf mit. |                          |              |          |      |

## Heinsen

### Gruppe: Gutsanlage, Gut Heinsen
Die Gruppe „Gutsanlage, Gut Heinsen“ hat die ID 34456196.

| Lage                                     | Bezeichnung            | Beschreibung | ID       | Bild |
| ---------------------------------------- | ---------------------- | ------------ | -------- | ---- |
| Gut Heinsen 1 52° 3′ 45″ N, 9° 39′ 39″ O | Herrenhaus             |              | 34497978 | BW   |
| Gut Heinsen 1 52° 3′ 46″ N, 9° 39′ 42″ O | Kuhstall               |              | 41839729 | BW   |
| Gut Heinsen 1 52° 3′ 47″ N, 9° 39′ 39″ O | Hühnerstall            |              | 41839745 | BW   |
| Gut Heinsen 1 52° 3′ 44″ N, 9° 39′ 43″ O | Pferdestall            |              | 41839711 | BW   |
| Gut Heinsen 1                            | Keller                 |              | 41860104 |      |
| Gut Heinsen 1 52° 3′ 45″ N, 9° 39′ 40″ O | Einfriedung            |              | 41860160 | BW   |
| Gut Heinsen 1 52° 3′ 45″ N, 9° 39′ 43″ O | Taubenturm             |              | 41843243 | BW   |
| Gut Heinsen 1                            | Grünfläche, Wegeraster |              | 34498047 |      |
| Gut Heinsen 1 52° 3′ 43″ N, 9° 39′ 44″ O | Teiche                 |              | 34498070 | BW   |
| Gut Heinsen 52° 3′ 48″ N, 9° 39′ 43″ O   | Einfriedung            |              | 34498024 | BW   |
| Gut Heinsen 2 52° 3′ 45″ N, 9° 39′ 45″ O | Wohnstallhaus          |              | 41839761 | BW   |
| Gut Heinsen 1 52° 3′ 45″ N, 9° 39′ 46″ O | Kate                   |              | 41839777 | BW   |
| Gut Heimsen 4 52° 3′ 46″ N, 9° 39′ 48″ O | Kate                   |              | 41839829 | BW   |
| Gut Heimsen 4 52° 3′ 46″ N, 9° 39′ 48″ O | Stall                  |              | 41843224 | BW   |

### Einzeldenkmale
| Lage                                   | Bezeichnung   | Beschreibung                                             | ID       | Bild           |
| -------------------------------------- | ------------- | -------------------------------------------------------- | -------- | -------------- |
| Gut Heimsen 52° 3′ 45″ N, 9° 39′ 55″ O | Scheune       |                                                          | 41843261 | BW             |
| 52° 3′ 50″ N, 9° 39′ 28″ O             | Grenzstein    |                                                          | 31292579 | BW             |
| Forst 52° 3′ 17″ N, 9° 43′ 30″ O       | Aussichtsturm | Der Cölleturm ist 8,50 m hoch und befindet sich im Külf. | 34496323 | Weitere Bilder |

## Deilmissen

### Gruppe: Kapelle, ehem. Schule, Im Winkel
Die Gruppe „Kapelle, ehem. Schule, Im Winkel“ hat die ID 34456167.

| Lage        | Bezeichnung | Beschreibung | ID       | Bild |
| ----------- | ----------- | ------------ | -------- | ---- |
| Im Winkel 2 | Kirche      |              | 34496436 |      |
| Im Winkel 2 | Kapelle     |              | 34496436 |      |
| Im Winkel 2 | Einfriedung |              | 34498253 |      |

### Einzeldenkmale
| Lage          | Bezeichnung              | Beschreibung | ID       | Bild |
| ------------- | ------------------------ | ------------ | -------- | ---- |
| Dorfstraße 16 | Wohn-/Wirtschaftsgebäude |              | 34496370 |      |

## Deinsen

### Gruppe: Kirche, Pfarrhaus, Kirchstraße
Die Gruppe „Kirche, Pfarrhaus, Kirchstraße“ hat die ID 34456081.

| Lage                                     | Bezeichnung | Beschreibung | ID       | Bild |
| ---------------------------------------- | ----------- | ------------ | -------- | ---- |
| Kirchstraße 52° 3′ 3″ N, 9° 42′ 50″ O    | Kirche      |              | 34496546 | BW   |
| Kirchstraße 2 52° 3′ 2″ N, 9° 42′ 48″ O  | Wohnhaus    |              | 34496569 | BW   |
| Kirchstraße 2 52° 3′ 2″ N, 9° 42′ 49″ O  | Stall       |              | 34496591 | BW   |
| Kirchstraße 4 52° 3′ 2″ N, 9° 42′ 50″ O  | Pfarrhaus   |              | 34496613 | BW   |
| Lange Straße 9 52° 3′ 3″ N, 9° 42′ 46″ O | Wohnhaus    |              | 34498276 | BW   |
| Lange Straße 9 52° 3′ 3″ N, 9° 42′ 48″ O | Scheune     |              | 34498567 | BW   |

### Gruppe: Hofanlage, Lange Str. 13
Die Gruppe „Hofanlage, Lange Str. 13“ hat die ID 34456138.

| Lage                                      | Bezeichnung | Beschreibung | ID       | Bild |
| ----------------------------------------- | ----------- | ------------ | -------- | ---- |
| Lange Straße 13 52° 3′ 1″ N, 9° 42′ 48″ O | Scheune     |              | 34498985 | BW   |
| Lange Straße 13 52° 3′ 0″ N, 9° 42′ 48″ O | Wohnhaus    |              | 34498413 | BW   |
| Lange Straße 13 52° 3′ 1″ N, 9° 42′ 49″ O | Wohnhaus    |              | 34498699 | BW   |

### Gruppe: Wohn-Wirtsch.Geb.,Lange Str.12/12A
Die Gruppe „Wohn-Wirtsch.Geb.,Lange Str.12/12A“ hat die ID 34456124.

| Lage                                        | Bezeichnung              | Beschreibung | ID       | Bild |
| ------------------------------------------- | ------------------------ | ------------ | -------- | ---- |
| Lange Straße 12 52° 3′ 0″ N, 9° 42′ 46″ O   | Wohnhaus                 |              | 34496747 | BW   |
| Lange Straße 12a 52° 2′ 59″ N, 9° 42′ 47″ O | Wohn-/Wirtschaftsgebäude |              | 34496769 | BW   |

### Gruppe: Hofanlage, Lange Straße 2
Die Gruppe „Hofanlage, Lange Straße 2“ hat die ID 34456110.

| Lage                                     | Bezeichnung        | Beschreibung | ID       | Bild |
| ---------------------------------------- | ------------------ | ------------ | -------- | ---- |
| Lange Straße 2 52° 3′ 8″ N, 9° 42′ 37″ O | Wohnhaus           |              | 34498391 | BW   |
| Lange Straße 2 52° 3′ 7″ N, 9° 42′ 38″ O | Scheune            |              | 34498677 | BW   |
| Lange Straße 2 52° 3′ 7″ N, 9° 42′ 37″ O | Wirtschaftsgebäude |              | 51819730 | BW   |

### Gruppe: Hofanlage, Am Rosentor
Die Gruppe „Hofanlage, Am Rosentor“ hat die ID 34456067.

| Lage                                     | Bezeichnung | Beschreibung | ID       | Bild |
| ---------------------------------------- | ----------- | ------------ | -------- | ---- |
| Am Rosentor 7                            | Gebäude     |              | 34499119 |      |
| Am Rosentor 7 52° 3′ 11″ N, 9° 42′ 38″ O | Scheune     |              | 34498831 | BW   |
| Am Rosentor 7 52° 3′ 11″ N, 9° 42′ 39″ O | Wohnhaus    |              | 34498545 | BW   |

### Gruppe: Gedenkstätte, Zum Ehrenmal
Die Gruppe „Gedenkstätte, Zum Ehrenmal“ hat die ID 34456152.

| Lage                                    | Bezeichnung    | Beschreibung | ID       | Bild |
| --------------------------------------- | -------------- | ------------ | -------- | ---- |
| Zum Ehrenmal 52° 3′ 26″ N, 9° 42′ 56″ O | Kriegerdenkmal |              | 34496813 | BW   |
| Zum Ehrenmal 52° 3′ 25″ N, 9° 42′ 54″ O | Grünanlage     |              | 34498206 | BW   |

### Einzeldenkmale
| Lage                                                     | Bezeichnung | Beschreibung | ID       | Bild |
| -------------------------------------------------------- | ----------- | ------------ | -------- | ---- |
| K 409, km 2,370, Eime,Flecken 52° 2′ 32″ N, 9° 43′ 13″ O | Grenzstein  |              | 34496348 | BW   |